# Zwaveltiran
De zwaveltiran (Tyrannopsis sulphurea) is een zangvogel uit de familie Tyrannidae (tirannen).

## Verspreiding en leefgebied
Deze soort komt voor van zuidelijk Venezuela en de Guyana's tot noordelijk Bolivia en amazonisch Brazilië, maar ook op Trinidad.

## Status
De grootte van de populatie is niet gekwantificeerd maar de soort wordt omschreven als schaars en met een versnipperde verspreiding. Op de Rode lijst van de IUCN heeft deze soort de status niet bedreigd.